# Melbourne Village
Melbourne Village és una població dels Estats Units a l'estat de Florida. Segons el cens del 2010 tenia 662 habitants.
Segons el cens del 2000 tenia 307 habitatges i 210 famílies. La densitat de població era de 478,2 habitants/km².